# Diagnostica olfattiva
La diagnostica olfattiva è una metodica diagnostica che si prefigge di utilizzare il senso dell'olfatto nella diagnosi di particolari malattie.
Negli ultimi anni del XX secolo sono state sviluppate alcune tecniche diagnostiche basate sull'impiego di nasi elettronici e sull'utilizzo di cani opportunamente addestrati al riconoscimento olfattivo di campioni biologici nell'ambito dello screening oncologico (definito in inglese canine cancer detection).
È sorto un certo interesse da parte della comunità scientifica circa l'impiego di cani Labrador opportunamente addestrati a riconoscere gli odori caratteristicamente prodotti nelle fasi iniziali e/o conclamate di diverse patologie umane tra queste: il tumore del colon, ma non solamente. In questa ricerca i cani hanno mostrato una sensibilità dello 0,97 ed una specificità dello 0,99 nella rilevazione di odori dalle feci e da campioni di respiro.

## Storia
L'interesse per questa particolare, e per certi versi curiosa, metodica di indagine clinica ha avuto inizio nel 1989 quando due clinici inglesi: Williams e Pembroke pubblicano sul Lancet un articolo che mostrava testimonianze di soggetti che avevano avuto segnalazioni di rilevamento di "anormalità" da parte di cani sul proprio corpo. In particolare quello di una donna che aveva segnalato al proprio dermatologo l' "interesse" del proprio cane per un neo che si rivelò poi essere un melanoma.
Successivamente nel 2004 Willis e coll. del Dipartimento di Dermatologia dell'Ospedale di Amersham nel Buckinghamshire Gran Bretagna, descrissero la capacità di cani, addestrati opportunamente, di discriminare con grande precisione le urine di soggetti con tumore della vescica e della prostata rispetto alle urine di soggetti sani usate come controllo.
Lo stesso anno Pickel e coll. confermano la capacità dei cani di riconoscere e discriminare efficacemente i tumori della pelle (melanomi).
Sempre nel 2004 il prof. James S Welsh, suggerisce che:
(James S Welsh, associate professor of human oncology)
In una ricerca condotta dalla: Pine Street Foundation, San Anselmo, California si è sostenuto che i cani hanno nei pazienti con carcinoma del polmone rispetto ai controlli, una sensibilità complessiva di rilevazione dell'alito del 0,99 (95% intervallo di confidenza [CI], 0.99, 1.00) e con una specificità del 0,99 (95% CI, 0.96, 1.00) rispetto alla biopsia del tessuto. Tra i pazienti con cancro al seno la sensibilità era del 0,88 (95% CI, 0.75, 1.00) e la specificità dello 0,98 (95% CI, 0,90, 0,99) rispetto ai controlli. La sensibilità e la specificità erano molto simili in tutte le 4 fasi di entrambe le malattie.
Va rilevato però che lo studio è preliminare e la casistica è modesta per poter trarre conclusioni definitive.
Successivamente, nel 2011, in uno studio condotto sul tumore del polmone si conferma una sensibilità del 71% ed una specificità del 93% indipendentemente dal fumo o dal consumo di alimenti particolari.

## Razionali scientifici
Il rilevamento olfattivo con cani è un approccio di screening al cancro che si basa sulle spiccate capacità olfattive dei cani nel rilevare concentrazioni molto basse degli alcani e composti aromatici solitamente
prodotti dalla crescita dei tessuti tumorali.

### Testi
- Allen Anderson, Linda Anderson e Marc Bekoff, Angel Dogs With a Mission: Divine Messengers in Service to All Life, New World Library, 1º ottobre 2008,  pp. 123–, ISBN 978-1-57731-602-2. URL consultato il 28 aprile 2012.
- Ryan O'Meara, Clever Dog: Life Lessons From the World's Most Successful Animal, Veloce Publishing Ltd, 15 giugno 2011,  pp. 31–, ISBN 978-1-84584-345-8. URL consultato il 28 aprile 2012.
- Jack H. Mydlo e Ciril J. Godec, Prostate Cancer: Science and Clinical Practice, Academic Press, 31 luglio 2003,  pp. 41–, ISBN 978-0-12-286981-5. URL consultato il 28 aprile 2012.
- Beverly A. Teicher e Paul A. Andrews, Anticancer Drug Development Guide: Preclinical Screening, Clinical Trials, and Approval, Humana Press, 1º febbraio 2004,  pp. 276–, ISBN 978-1-58829-228-5. URL consultato il 28 aprile 2012.
- William S. Helton, Canine Ergonomics: The Science of Working Dogs, CRC Press, 24 aprile 2009,  pp. 325–, ISBN 978-1-4200-7991-3. URL consultato il 28 aprile 2012.
- Harvey I. Pass, David P. Carbone e David H. Johnson, Principles and Practice of Lung Cancer: The Official Reference Text of the International Association for the Study of Lung Cancer (IASLC), Lippincott Williams & Wilkins, 15 aprile 2010,  pp. 767–, ISBN 978-0-7817-7365-2. URL consultato il 28 aprile 2012.

### Riviste
- BM. Jones, Applied Behavior Analysis Is Ideal for the Development of a Land Mine Detection Technology Using Animals., in Behav Anal, vol. 34, n. 1, 2011,  pp. 55-73, PMID 22532731.
- M. McCulloch, K. Turner; M. Broffman, Lung cancer detection by canine scent: will there be a lab in the lab?, in Eur Respir J, vol. 39, n. 3, marzo 2012,  pp. 511-2, DOI:10.1183/09031936.00215511, PMID 22379142.
- LE. Degreeff, B. Weakley-Jones; KG. Furton, Creation of training aids for human remains detection canines utilizing a non-contact, dynamic airflow volatile concentration technique., in Forensic Sci Int, vol. 217, n. 1-3, aprile 2012,  pp. 32-8, DOI:10.1016/j.forsciint.2011.09.023, PMID 22018852.
- R. Ehmann, E. Boedeker; U. Friedrich; J. Sagert; J. Dippon; G. Friedel; T. Walles, Canine scent detection in the diagnosis of lung cancer: revisiting a puzzling phenomenon., in Eur Respir J, vol. 39, n. 3, marzo 2012,  pp. 669-76, DOI:10.1183/09031936.00051711, PMID 21852337.
- HM. Lin, WL. Chi; CC. Lin; YC. Tseng; WT. Chen; YL. Kung; YY. Lien; YY. Chen, Fire ant-detecting canines: a complementary method in detecting red imported fire ants., in J Econ Entomol, vol. 104, n. 1, febbraio 2011,  pp. 225-31, PMID 21404862.
- LL. Kerley, Using dogs for tiger conservation and research., in Integr Zool, vol. 5, n. 4, dicembre 2010,  pp. 390-6, DOI:10.1111/j.1749-4877.2010.00217.x, PMID 21392356.
- H. Sonoda, S. Kohnoe; T. Yamazato; Y. Satoh; G. Morizono; K. Shikata; M. Morita; A. Watanabe; M. Morita; Y. Kakeji; F. Inoue, Colorectal cancer screening with odour material by canine scent detection., in Gut, vol. 60, n. 6, giugno 2011,  pp. 814-9, DOI:10.1136/gut.2010.218305, PMID 21282130.
- L. Lit, JB. Schweitzer; AM. Oberbauer, Handler beliefs affect scent detection dog outcomes., in Anim Cogn, vol. 14, n. 3, maggio 2011,  pp. 387-94, DOI:10.1007/s10071-010-0373-2, PMID 21225441.
- JN. Cornu, G. Cancel-Tassin; V. Ondet; C. Girardet; O. Cussenot, Olfactory detection of prostate cancer by dogs sniffing urine: a step forward in early diagnosis., in Eur Urol, vol. 59, n. 2, febbraio 2011,  pp. 197-201, DOI:10.1016/j.eururo.2010.10.006, PMID 20970246.
- G. Horvath, J. Chilo; T. Lindblad, Different volatile signals emitted by human ovarian carcinoma and healthy tissue., in Future Oncol, vol. 6, n. 6, giugno 2010,  pp. 1043-9, DOI:10.2217/fon.10.60, PMID 20528240.
- AM. Curran, PA. Prada; KG. Furton, Canine human scent identifications with post-blast debris collected from improvised explosive devices., in Forensic Sci Int, vol. 199, n. 1-3, giugno 2010,  pp. 103-8, DOI:10.1016/j.forsciint.2010.03.021, PMID 20399050.
- G. Horvath, GA. Järverud; S. Järverud; I. Horváth, Human ovarian carcinomas detected by specific odor., in Integr Cancer Ther, vol. 7, n. 2, giugno 2008,  pp. 76-80, DOI:10.1177/1534735408319058, PMID 18505901.
- L. Oesterhelweg, S. Kröber; K. Rottmann; J. Willhöft; C. Braun; N. Thies; K. Püschel; J. Silkenath; A. Gehl, Cadaver dogs--a study on detection of contaminated carpet squares., in Forensic Sci Int, vol. 174, n. 1, gennaio 2008,  pp. 35-9, DOI:10.1016/j.forsciint.2007.02.031, PMID 17403590.
- M. McCulloch, T. Jezierski; M. Broffman; A. Hubbard; K. Turner; T. Janecki, Diagnostic accuracy of canine scent detection in early- and late-stage lung and breast cancers., in Integr Cancer Ther, vol. 5, n. 1, marzo 2006,  pp. 30-9, DOI:10.1177/1534735405285096, PMID 16484712.
- SE. Brooks, FM. Oi; PG. Koehler, Ability of canine termite detectors to locate live termites and discriminate them from non-termite material., in J Econ Entomol, vol. 96, n. 4, agosto 2003,  pp. 1259-66, PMID 14503599.
- D. Komar, The use of cadaver dogs in locating scattered, scavenged human remains: preliminary field test results., in J Forensic Sci, vol. 44, n. 2, marzo 1999,  pp. 405-8, PMID 10097372.